# Pelastoneurus abbreviatus
Pelastoneurus abbreviatus är en tvåvingeart som beskrevs av Friedrich Hermann Loew 1864. Pelastoneurus abbreviatus ingår i släktet Pelastoneurus och familjen styltflugor. Inga underarter finns listade i Catalogue of Life.